# Ricardo J. Bermúdez
Ricardo Julio Bermúdez Alemán (Panamá, 22 de agosto de 1914 - 19 de septiembre de 2000) fue un arquitecto y escritor vanguardista panameño.
De joven hace estudios básicos en el Colegio De La Salle. Luego se graduó como arquitecto en los Estados Unidos. Ejerció docencia en la Universidad de Panamá y fue decano de la Facultad de Arquitectura de dicha universidad. En 1951 ejerció como Ministro de Educación de Panamá y miembro de la Academia Panameña de la Lengua, también fue fundador y miembro de la Junta Directiva de La Prensa (1980) y columnista de dicho diario (1992-1994), miembro de la Junta Directiva de la Universidad Santa María La Antigua (1982-1987) y presidente de la Junta Directiva de la Universidad del Istmo (1987).
En cuanto a sus obras, se inicia con su libro Poemas de ausencia (1937), en el que muestra un estilo hermético y abundante en metáforas e imágenes. En 1941 publicó en Los Ángeles su famoso canto Elegía a Adolfo Hitler.

## Premios
Ha obtenido el premio Ricardo Miró en cuatro ocasiones, tres en poesía y uno en cuento. Los tres libros de poesía galardonados son: Adán Liberado (1942), Cuando la isla era doncella (1954), y Con la llave en el suelo (1962). En la sección cuento ganó con su libro Para rendir al animal que ronda (1974), colección de nueve cuentos. Es autor, además, del libro Laurel de cenizas, publicado en 1952.